# Henry Caine
Henry Caine (19 de junho de 1888 – 9 de julho de 1962) foi um ator britânico da era do cinema mudo.

## Filmografia selecionada
- The Temporary Widow (1930)
- Dreyfus (1931)
- The Shadow Between (1931)
- Goodbye, Mr. Chips (1939)
- The Curse of the Wraydons (1946)
- Hungry Hill (1947)
- The Small Back Room (1949)
- That Dangerous Age (1949)
- Private Information (1952)
- The Green Scarf (1954)
- Children Galore (1955)
- The Secret (1955)
- The Curse of Frankenstein (1957)